# Skultuna IS
Skultuna IS är en idrottsförening från Skultuna i Västerås kommun i Västmanland, som främst utövar fotboll och innebandy. Klubben bildades 1913 och började med ishockey 1952. Sex år efter ishockeystarten vann man Division III Norra Västsvenska B och flyttades upp till Division II. Där blev man kvar åtta säsonger till 1974. Bästa resultatet var en tredjeplats som nåddes säsongerna 1967/1968, 1970/1971 och 1972/1973. Sedan dess har ishockeylaget främst hållit till i Division 3. Två säsonger har man varit tillbaka i Division 2, men då har det varit den fjärde högsta serien.